# راي روجرز
راي روجرز (بالإنجليزية: Ray Rogers)‏ هو سياسي أمريكي، ولد في 3 يوليو 1931 في بيارل في الولايات المتحدة. حزبياً، نشط في الحزب الجمهوري. وقد انتخب عضو مجلس نواب مسيسيبي.